# Klasyfikacja zawodów i specjalności dla potrzeb rynku pracy
Klasyfikacja zawodów i specjalności dla potrzeb rynku pracy – pięciopoziomowa, hierarchicznie usystematyzowana klasyfikacja zawodów i specjalności występujących na rynku pracy.
Grupuje poszczególne zawody (specjalności) w coraz bardziej zagregowane grupy oraz ustala ich symbole i nazwy. Stanowi podstawowe narzędzie w zakresie polityki zatrudnienia, poradnictwa zawodowego i pośrednictwa pracy.
Klasyfikacja została opracowana na podstawie Międzynarodowego Standardu Klasyfikacji Zawodów ISCO-88, przyjętego na XIV Międzynarodowej Konferencji Statystyków Pracy w Genewie w 1987 r. oraz jej nowej edycji z 1994 r., tzw. ISCO-88 (COM), dostosowanej do potrzeb Unii Europejskiej. Zasadniczy układ klasyfikacji, kryteria klasyfikacyjne oraz system kodowy przyjęto zgodnie z tymi standardami.
Aby zachować aktualność polska klasyfikacja zawodów i specjalności dla potrzeb rynku pracy jest co 2 – 3 lata dostosowywana do zmian zachodzących na rynku pracy poprzez rozporządzenie ministra właściwego do spraw pracy.

## Struktura dokumentu
Składa się z pięciu tomów o następującej treści:
Tom I – „Układ strukturalny” – przedstawia układ strukturalny klasyfikacji, tzn. podział na grupy wielkie, duże, średnie i elementarne. Jest to więc klasyfikacja doprowadzona do poziomu grupy elementarnej, a zatem wersja użyteczna do celów statystycznych.
Tom II – „Klasyfikacja właściwa” – podaje pełną klasyfikację, tj. układ strukturalny wraz z określeniem zawodów i specjalności w poszczególnych grupach elementarnych, co powinno być użyteczne dla orientacji i poradnictwa zawodowego, planowania kształcenia i przekwalifikowania pracowników, pośrednictwa pracy i zatrudnienia oraz wszelkich analiz zawodoznawczych.
Tom III – „Opisy grup zawodów” – podaje opisy grup zawodów i specjalności na poziomach grup wielkich, dużych, średnich i elementarnych, co pozwala na jednoznaczne ich rozumienie oraz ułatwiać będzie zakwalifikowanie, niesklasyfikowanych dotychczas zawodów czy specjalności, do określonej grupy.
Tom IV – „Indeks zawodów i specjalności”- zawiera alfabetyczny wykaz zawodów i specjalności, co powinno ułatwiać korzystanie z pozostałych tomów klasyfikacji.
Tom V – „Słownik zawodów i specjalności” – zawiera opisy zawodów ujęte w „Klasyfikacji właściwej” i „Indeksie zawodów i specjalności”, umożliwiające jednoznaczne ich rozumienie przez określenie zbioru zadań zawodowych dla poszczególnych zawodów lub specjalności.

## Struktura klasyfikacji
Struktura klasyfikacji oparta jest na systemie pojęć, z których najważniejsze to: zawód, specjalność, umiejętności oraz kwalifikacje zawodowe.
Jest ona wynikiem grupowania zawodów na podstawie podobieństwa kwalifikacji zawodowych wymaganych dla realizacji zadań danego zawodu (specjalności), z uwzględnieniem obydwu aspektów kwalifikacji, tj. ich poziomu i specjalizacji. Wymienione kryteria posłużyły grupowaniu poszczególnych zawodów i specjalności w grupy elementarne, a te z kolei w bardziej zagregowane grupy średnie, duże i wielkie.
W efekcie struktura klasyfikacji obejmuje: 10 grup wielkich, 30 grup dużych (jako wewnętrzny podział grup wielkich), 116 grup średnich (jako wewnętrzny podział grup dużych) i 387 grup elementarnych (jako wewnętrzny podział grup średnich), przy czym grupy elementarne obejmują 1636 zawodów i specjalności.
Osiem z dziesięciu grup wielkich (grupy od 2 do 9) wymaga kwalifikacji zaliczonych do czterech wyżej zdefiniowanych poziomów. Poziomu kwalifikacji nie określono w przypadku grup wielkich 1 i 10. Dla grupy 1 jako kryterium grupowania zastosowano „funkcję tworzenia polityki i prawa oraz zarządzania”, zaś dla grupy 10 „obowiązki wojskowe”.
Kolejne, coraz bardziej szczegółowe podziały na grupy duże, średnie i elementarne dokonywane są na podstawie coraz to większej specjalizacji kwalifikacji, związanej z rodzajem wymaganej wiedzy, stosowanych narzędzi i maszyn czy materiałów oraz produkowanych dóbr i usług.

### Symbole pozycji klasyfikacyjnych
Wszystkie pozycje klasyfikacyjne opatrzone zostały symbolem cyfrowym (kodem). Grupy wielkie oznaczono symbolem jednocyfrowym, grupy duże – dwucyfrowym, grupy średnie – trzycyfrowym, a elementarne – czterocyfrowym. Poszczególnym zawodom i specjalnościom przyporządkowano kod sześciocyfrowy.
Przyjęty w klasyfikacji schemat symboliki przedstawia się następująco:
| x. | x.                              | x.                              | x.                              | xx.                                 |                                        |                                 |
| x. | wyróżnik grupy wielkiej (1 – 0) | wyróżnik grupy wielkiej (1 – 0) | wyróżnik grupy wielkiej (1 – 0) | wyróżnik grupy wielkiej (1 – 0)     | wyróżnik grupy wielkiej (1 – 0)        | wyróżnik grupy wielkiej (1 – 0) |
|    | x.                              | wyróżnik grupy dużej (1 – 9)    | wyróżnik grupy dużej (1 – 9)    | wyróżnik grupy dużej (1 – 9)        | wyróżnik grupy dużej (1 – 9)           | wyróżnik grupy dużej (1 – 9)    |
|    |                                 | x.                              | wyróżnik grupy średniej (1 – 9) | wyróżnik grupy średniej (1 – 9)     | wyróżnik grupy średniej (1 – 9)        | wyróżnik grupy średniej (1 – 9) |
|    |                                 |                                 | x.                              | wyróżnik grupy elementarnej (1 – 9) | wyróżnik grupy elementarnej (1 – 9)    |                                 |
|    |                                 |                                 |                                 | xx.                                 | wyróżnik zawodu/specjalności (01 – 90) |                                 |

## Charakterystyka grup wielkich
Poszczególne grupy wielkie zawodów można scharakteryzować następująco:
1. Parlamentarzyści, wyżsi urzędnicy i kierownicy – Grupa ta obejmuje zawody, w których podstawowymi zadaniami są: planowanie, określanie i realizowanie podstawowych celów i kierunków polityki państwa, formułowanie przepisów prawnych oraz kierowanie działalnością jednostek administracji publicznej, a także sprawowanie funkcji zarządzania w przedsiębiorstwach lub ich wewnętrznych jednostkach organizacyjnych.
2. Specjaliści – Grupa ta obejmuje zawody wymagające posiadania wysokiego poziomu wiedzy zawodowej, umiejętności oraz doświadczenia w zakresie nauk technicznych, przyrodniczych, społecznych, humanistycznych i pokrewnych. Ich głównymi zadaniami są: wdrażanie do praktyki koncepcji i teorii naukowych lub artystycznych, powiększanie dotychczasowego stanu wiedzy poprzez badania i twórczość oraz systematyczne nauczanie w tym zakresie.
3. Technicy i inny średni personel – Grupa ta obejmuje zawody wymagające wiedzy, umiejętności i doświadczenia niezbędnych do wykonywania głównie prac technicznych i podobnych, związanych z badaniem i stosowaniem naukowych oraz artystycznych koncepcji i metod działania.
4. Pracownicy biurowi – Grupa ta obejmuje zawody wymagające wiedzy, umiejętności i doświadczenia niezbędnych do zapisywania, organizowania, przechowywania i wyszukiwania informacji, obliczania danych liczbowych, finansowych i statystycznych oraz wykonywania obowiązków wobec klientów, szczególnie związanych z operacjami pieniężnymi, organizowaniem podróży, informacjami i spotkaniami w zakresie biznesu.
5. Pracownicy usług osobistych i sprzedawcy – Grupa ta obejmuje zawody wymagające wiedzy, umiejętności i doświadczenia, które są niezbędne do świadczenia usług ochrony, usług osobistych związanych m.in. z podróżą, prowadzeniem gospodarstwa, dostarczaniem żywności, opieką osobistą oraz do sprzedawania i demonstrowania towarów w sklepach hurtowych czy detalicznych.
6. Rolnicy, ogrodnicy, leśnicy i rybacy – Grupa ta obejmuje zawody wymagające wiedzy, umiejętności i doświadczenia niezbędnych do uprawy i zbioru ziemiopłodów, zbierania owoców lub roślin dziko rosnących, uprawy i eksploatacji lasów, chowu i hodowli zwierząt, połowów lub hodowli ryb.
7. Robotnicy przemysłowi i rzemieślnicy – Grupa ta obejmuje zawody wymagające wiedzy, umiejętności i doświadczenia niezbędnych do uzyskiwania i obróbki surowców, wytwarzania i naprawy towarów oraz budowy, konserwacji i naprawy dróg, konstrukcji i maszyn. Główne zadania wymagają znajomości i zrozumienia charakteru pracy, stosowanych materiałów, maszyn i wytwarzanych produktów.
8. Operatorzy i monterzy maszyn i urządzeń – Grupa ta obejmuje zawody wymagające wiedzy, umiejętności i doświadczenia niezbędnych do prowadzenia pojazdów i innego sprzętu ruchomego, nadzorowania, kontroli i obserwacji pracy maszyn i urządzeń przemysłowych na miejscu lub przy pomocy zdalnego sterowania oraz do montowania produktów z komponentów według ścisłych norm i metod. Wykonywanie zadań wymaga głównie posiadania wiedzy i zrozumienia zasad funkcjonowania obsługiwanych urządzeń.
9. Pracownicy przy pracach prostych – Grupa ta obejmuje zawody, które wymagają niskich lub podstawowych umiejętności i niewielkiej wiedzy teoretycznej niezbędnych do wykonywania przeważnie prostych i rutynowych prac. Praca wykonywana jest przy zastosowaniu prostych narzędzi ręcznych i przy ograniczonej własnej inicjatywie i ocenie. W niektórych przypadkach wymaga pewnego wysiłku fizycznego.
10. Siły zbrojne – W grupie tej klasyfikowani są żołnierze zawodowi służby stałej i kontraktowej oraz żołnierze zasadniczej i nadterminowej służby wojskowej.